# Lagonosticta senegala
L'amaranto del Senegal o amaranto rosso (Lagonosticta senegala (Linnaeus, 1766)) è un uccello passeriforme della famiglia degli Estrildidi.

## Descrizione

### Dimensioni
Misura fra i 9,5 e gli 11 cm di lunghezza.

### Aspetto

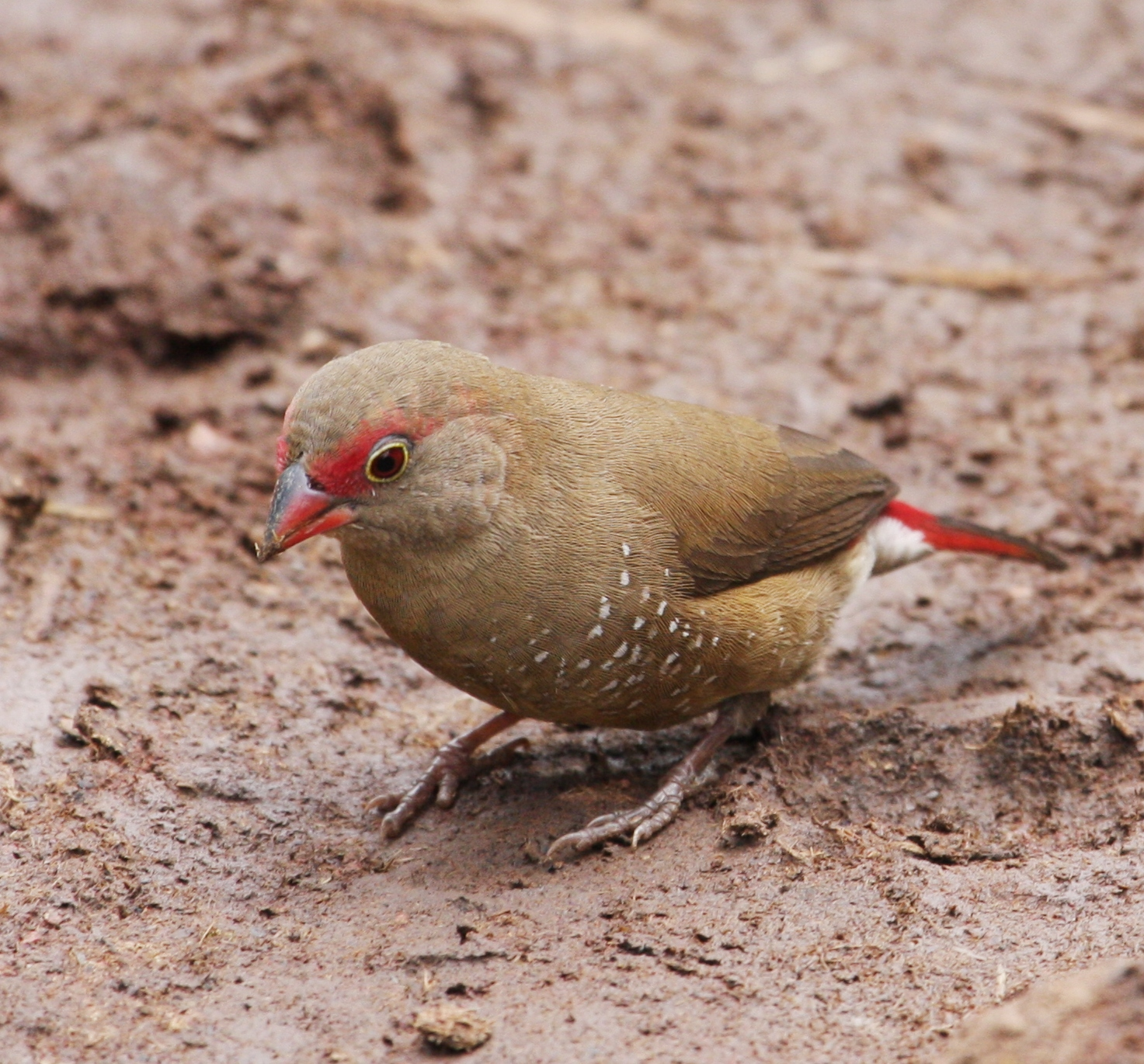
Una femmina al suolo a Bahar Dar, in Etiopia.

Si tratta di uccelli dall'aspetto robusto, con ali arrotondate e coda squadrata.

I maschi sono di colore rosso scarlatto su tutto il corpo, meno che su dorso e ali (che sono di colore bruno-olivastro, e in alcune sottospecie anche i fianchi ed il sottocoda sono dello stesso colore) e coda (che è nera): ai lati del torace (in alcune sottospecie anche sul petto) sono presenti delle macchie biancastre. Le femmine sono invece di colore bruno-grigiastro, con presenza di sfumature rossicce più o meno accentuate su fronte, torace o dorso (mentre il codione è rosso) e di sfumature giallastre sul ventre: anche nelle femmine sono presenti le macchie toraciche bianche. In ambedue i sessi gli occhi sono bruno-rossicci con cerchio perioculare giallastro, le zampe sono di colore carnicino ed il becco rosso con margine superiore nerastro.

## Biologia

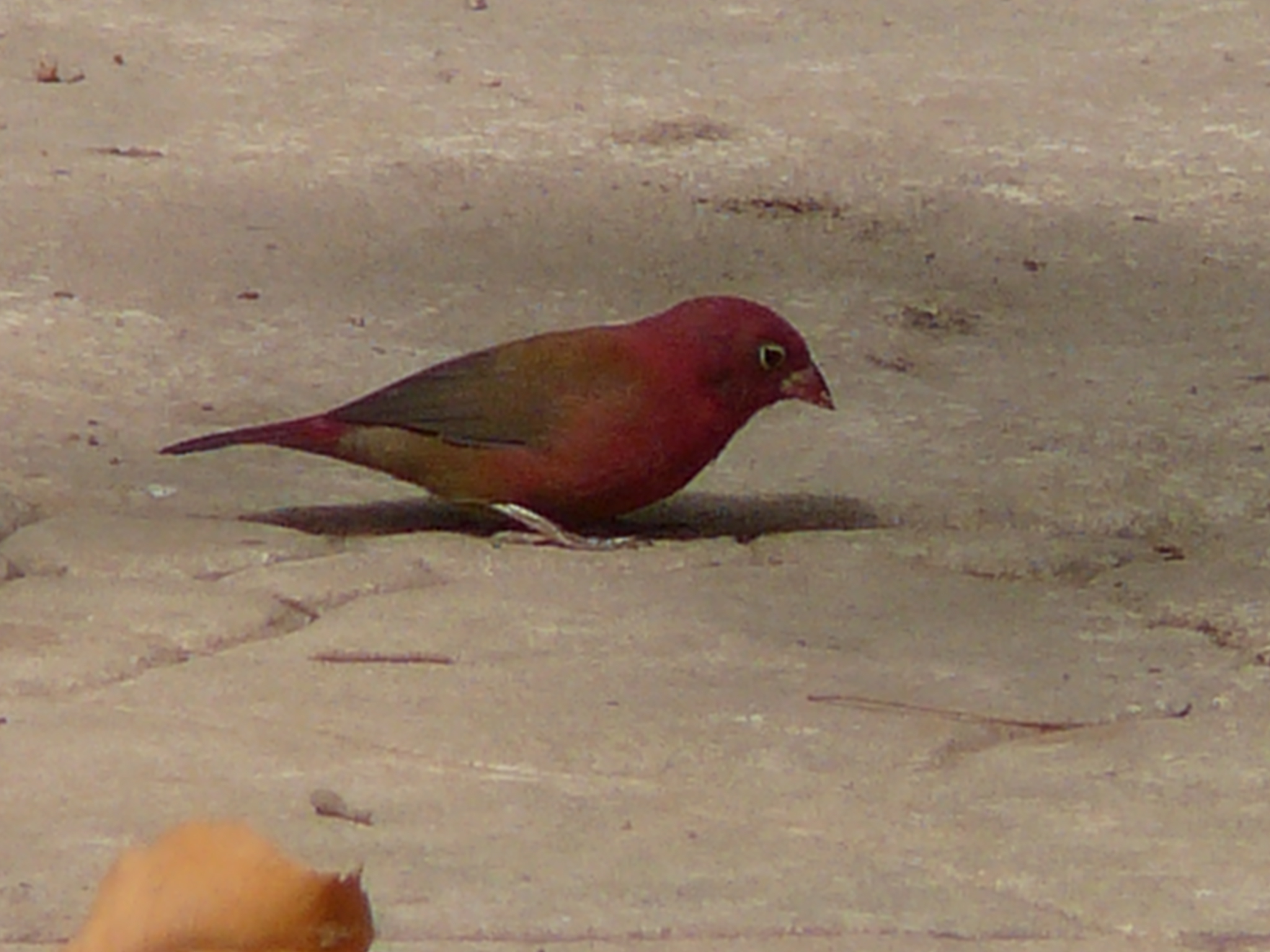
Un maschio cerca il cibo al suolo.

Si tratta di uccelli diurni e piuttosto timidi, che si muovono in coppie o (all'infuori del periodo riproduttivo) in gruppi di una decina d'individui, a volte in associazione con altre specie sia affini (come l'amaranto di Jameson) che affini (come le estrildi del genere Uraeginthus): essi passano la maggior parte della giornata al suolo o fra l'erba alta alla ricerca di cibo.

### Alimentazione
L'amaranto del Senegal ha una dieta essenzialmente granivora, che si compone perlopiù di piccoli semi di graminacee, venendo integrata con altri alimenti sia di origine vegetale (germogli, bacche, frutta) e piccoli invertebrati (principalmente insetti di piccole dimensioni).

### Riproduzione

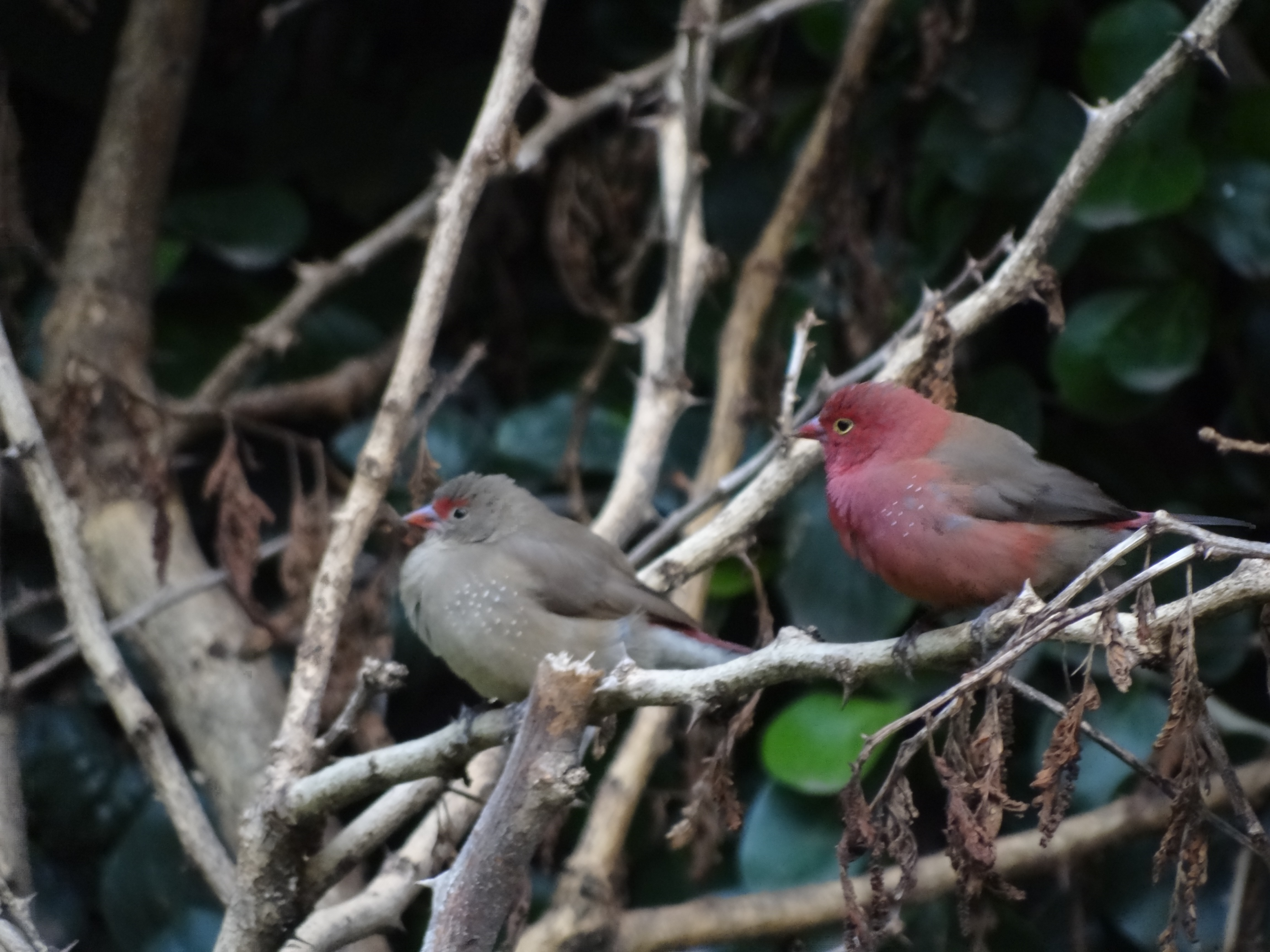
Una coppia in Etiopia.

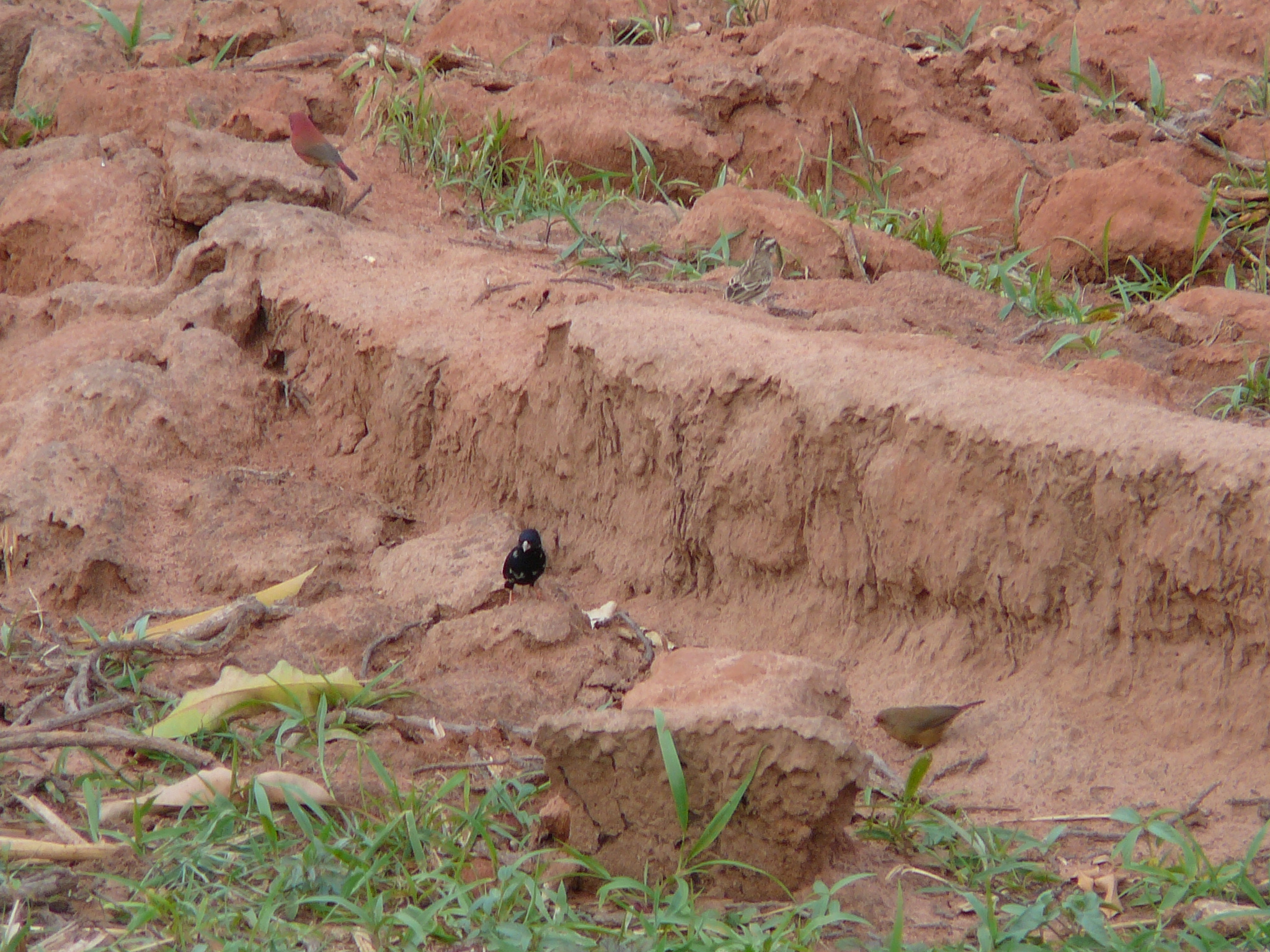
Coppia di vedova dei villaggi (al centro) con coppia di amaranti del Senegal, i quali subiscono parassitismo di cova da parte di questa specie.

Il periodo riproduttivo coincide in genere con l'inizio della stagione secca: il maschio corteggia insistentemente la femmina saltellandole attorno con una pagliuzza o una piuma nel becco, emettendo al contempo il proprio canto, finché essa non acconsente all'accoppiamento accovacciandosi e spostando lateralmente la coda.
La costruzione del nido è appannaggio di entrambi i sessi: esso consiste in una struttura globosa fatta da erba secca e fibre vegetali intrecciate, e foderata all'interno con piume e muschio. In genere il nido viene costruito a poca altezza dal suolo, nel folto dei cespugli o fra l'erba alta: al suo interno la femmina depone 3-6 uova biancastre, che provvede a covare assieme al maschio (alternandosi durante il giorno, e riposando assieme all'interno del nido durante la notte) per circa due settimane, al termine delle quali schiudono nidiacei ciechi ed implumi. I pulli vengono accuditi da entrambi i genitori, e sono pronti per l'involo attorno alle tre settimane dalla schiusa: essi tuttavia tendono ad allontanarsi definitivamente dal nido solo a un mese e mezzo circa di vita, rimanendo nei pressi di esso, tornandovi durante la notte per dormire coi genitori e chiedendo loro sempre più di rado l'imbeccata.
L'amarando del Senegal subisce parassitismo di cova da parte della vedova dei villaggi.

## Distribuzione e habitat

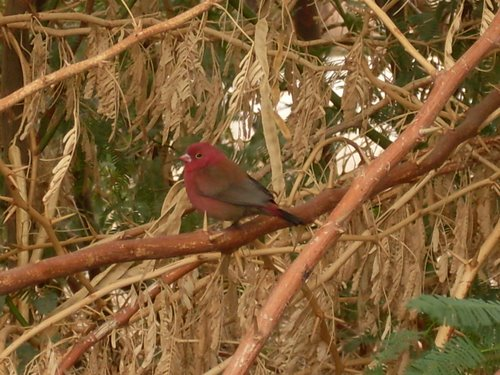
Un maschio nel proprio habitat naturale.

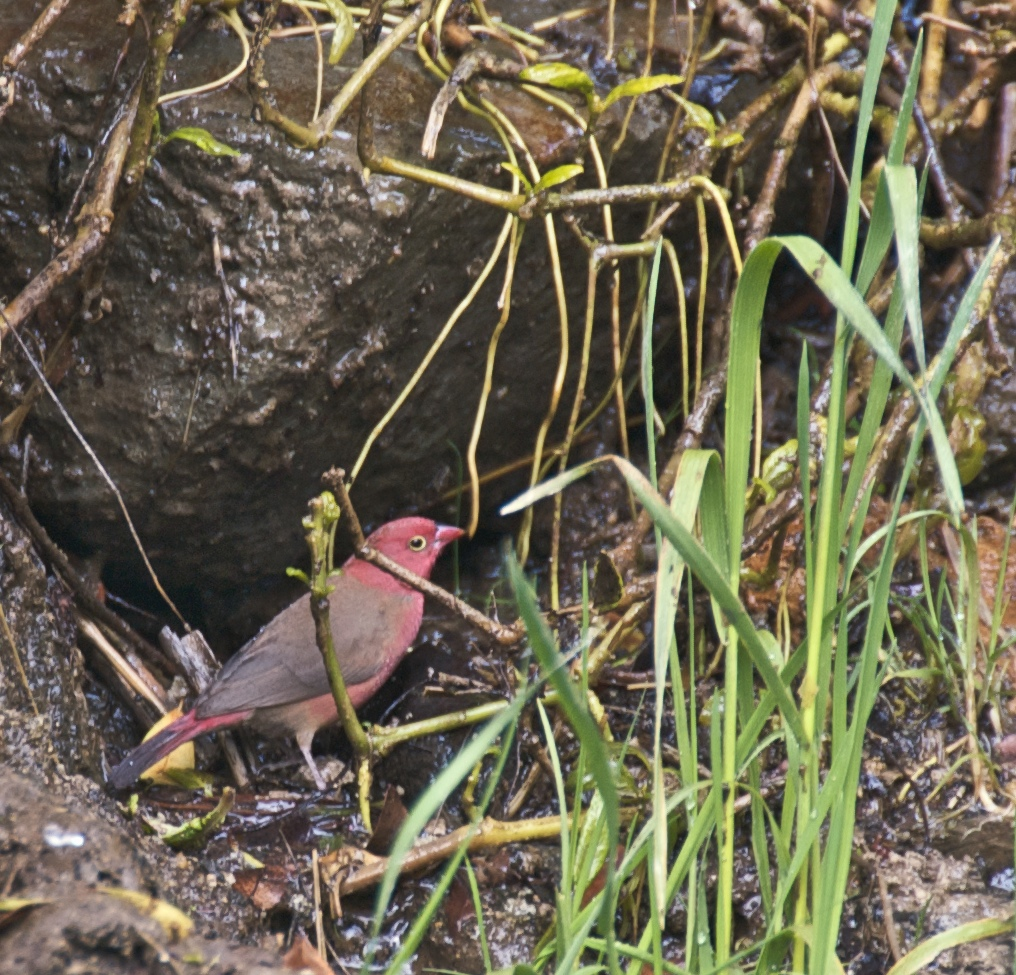
Un maschio si abbevera nei pressi di Lalibela.

Al contrario di quanto il nome comune potrebbe far pensare, l'amaranto del Senegal è diffuso in un areale molto vasto, che abbraccia la maggior parte dell'Africa subsahariana, dal Senegal alla Somalia e da qui a sud fino al Malawi settentrionale: grazie all'antropizzazione crescente del continente africano, questa specie ha inoltre esteso il proprio areale a nord nel Sahel al seguito dell'uomo, mentre il tentativo d'introduzione di questi uccelli in Egitto non ha avuto successo.
L'habitat di questi uccelli è rappresentato dalle aree di savana, con presenza di zone alberate e cespugliose e di fonti d'acqua dolce permanenti: lo si osserva anche nelle radure erbose della foresta pluviale, nelle aree semidesertiche ed antropizzate (campi coltivati, piantagioni, giardini e periferie di villaggi), fino a 2200 m d'altezza.
Nonostante si tratti di uccelli tendenzialmente staziali, sono state osservate migrazioni stagionali anche di una certa entità, specialmente da parte dei giovani appena allontanatisi dal nido.

## Tassonomia
Se ne riconoscono attualmente cinque sottospecie:
- Lagonosticta senegala senegala, la sottospecie nominale, diffusa in Guinea dal Senegal alla Nigeria;
- Lagonosticta senegala rhodopsis (Heuglin, 1863), diffusa dalla Nigeria all'Eritrea;
- Lagonosticta senegala brunneiceps Sharpe, 1890), diffusa in Sudan del Sud ed Etiopia centro-occidentale;
- Lagonosticta senegala somaliensis Salvadori, 1894, endemica del Corno d'Africa;
- Lagonosticta senegala ruberrima Reichenow, 1903, diffusa nella regione dei Grandi Laghi, dall'Uganda al Malawi settentrionale;

Le varie sottospecie si differenziano fra loro in particolare in base a criteri morfologici, come l'estensione della colorazione bruna dorsale nei maschi o la colorazione delle femmine.
In passato la sottospecie brunneiceps è stata classificat ada alcuni autori come specie a sé stante col nome di Lagonosticta brunneiceps, mentre attualmente la maggior parte degli studiosi concorda nel ritenerne giusta l'ascrizione a L. senegala col rango di sottospecie.